# Scatonomus thalassinus
Scatonomus thalassinus är en skalbaggsart som beskrevs av Waterhouse 1891. Scatonomus thalassinus ingår i släktet Scatonomus och familjen bladhorningar. Inga underarter finns listade i Catalogue of Life.